# Journal of Cosmetic Science
Das Journal of Cosmetic Science, abgekürzt J. Cosmet. Sci., ist eine wissenschaftliche Fachzeitschrift, die von der Society of Cosmetic Chemists veröffentlicht wird. Die Zeitschrift erscheint mit sechs Ausgaben im Jahr. Es werden Arbeiten veröffentlicht, die sich mit wissenschaftlichen Fragen zur Kosmetik beschäftigen.
Der Impact Factor lag im Jahr 2014 bei 0,722. Nach der Statistik des ISI Web of Knowledge wird das Journal mit diesem Impact Factor in der Kategorie angewandte Chemie an 56. Stelle von 72 Zeitschriften und in der Kategorie Dermatologie an 55. Stelle von 63 Zeitschriften geführt.